# Munshausen
Munshausen (Luxemburgs: Munzen) was een gemeente in het Luxemburgse Kanton Clervaux. Op 1 januari 2012 werd de gemeente bij Clervaux gevoegd.
De gemeente had een totale oppervlakte van 25,57 km² en telde 989 inwoners (op 1 januari 2007).

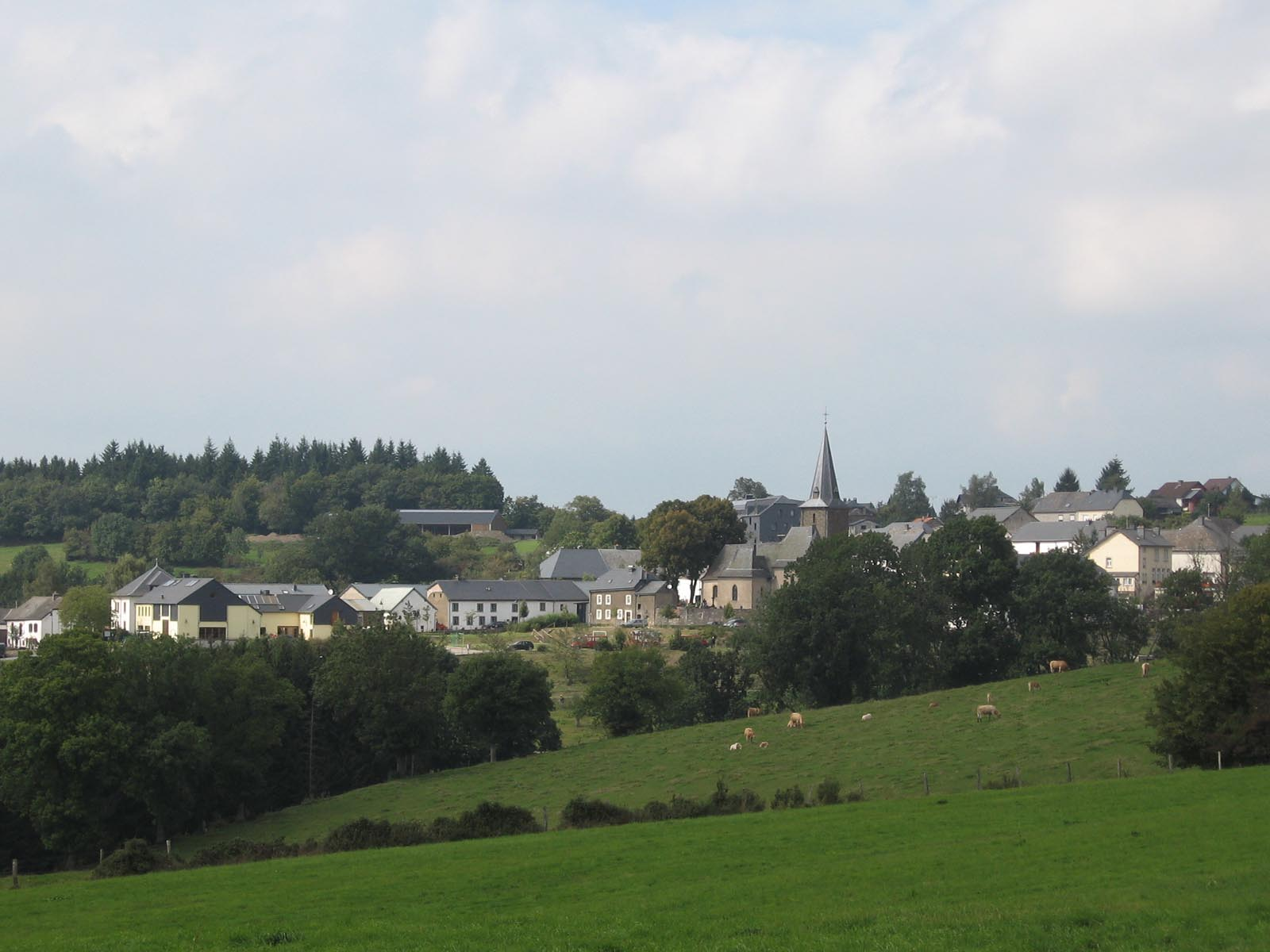
Munshausen

## Plaatsen in de gemeente
- Munshausen: 166 inwoners
- Marnach: 548 inwoners
- Drauffelt: 152 inwoners
- Siebenaler: 53 inwoners
- Roder: 49 inwoners

## Ontwikkeling van het inwoneraantal
| Jaar                              | 1947 | 1981 | 1991 | 1994 | 1997 | 2000 | 2001 | 2002 | 2003 | 2004 | 2005 | 2006 |
| --------------------------------- | ---- | ---- | ---- | ---- | ---- | ---- | ---- | ---- | ---- | ---- | ---- | ---- |
| Inwoneraantal                     | 782  | 563  | 624  | 703  | 736  | 806  | 817  | 832  | 849  | 911  | 887  | 892  |
| Opmerking: tellingen op 1 januari |      |      |      |      |      |      |      |      |      |      |      |      |